# Omar Cisneros

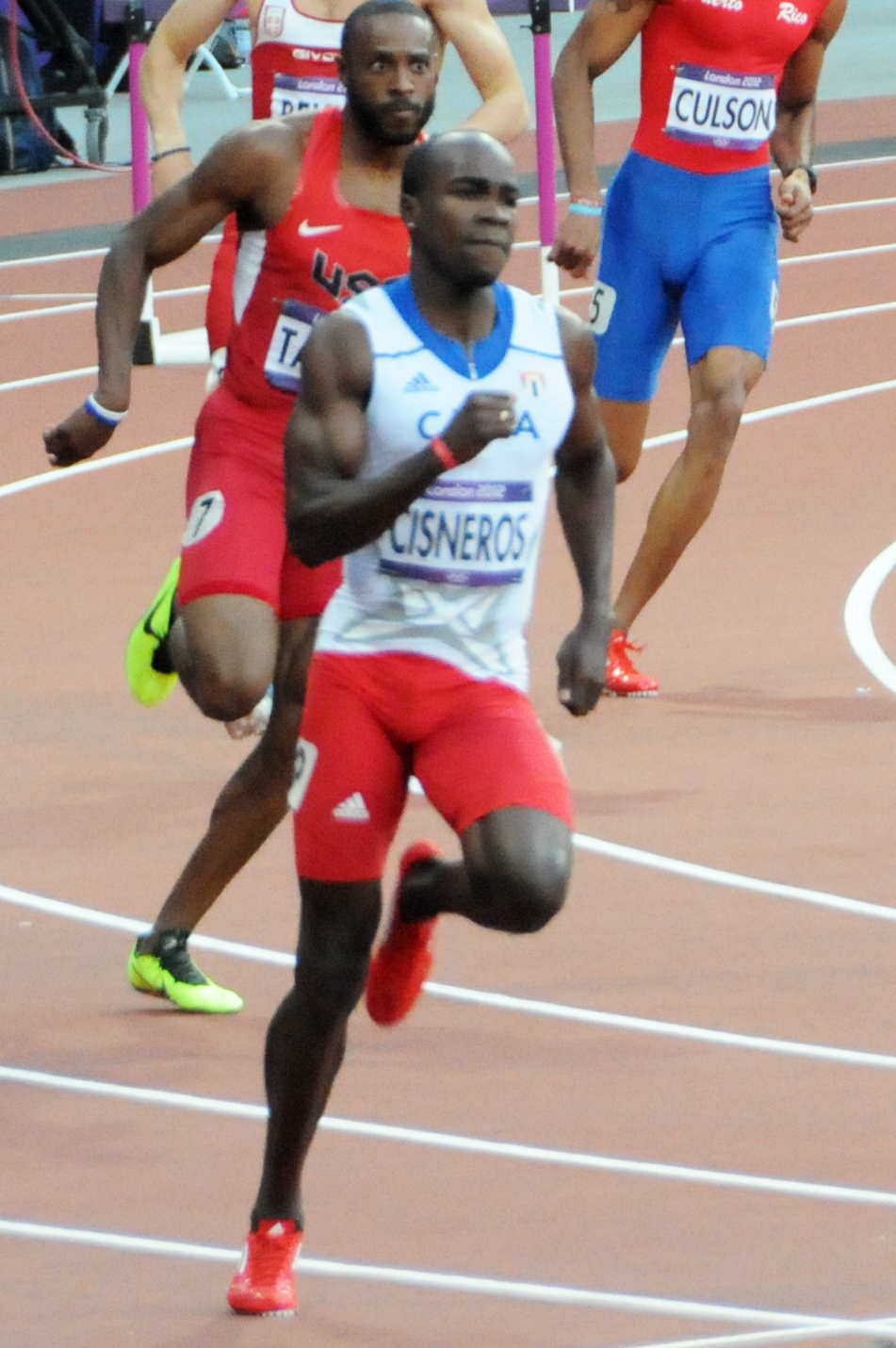
Omar Cisneros bei den Olympischen Spielen 2012

Omar Cisneros Bonora (* 19. November 1989 in Camagüey) ist ein kubanischer Hürdenläufer, der sich auf die 400-Meter-Distanz spezialisiert hat.
2008 schied er bei den Olympischen Spielen in Peking mit der kubanischen Mannschaft im Vorlauf der 4-mal-400-Meter-Staffel aus.
Bei den Leichtathletik-Weltmeisterschaften 2009 in Berlin und 2011 in Daegu erreichte er jeweils das Halbfinale. Bei den Panamerikanischen Spielen 2011 in Guadalajara gewann er sowohl über 400 m Hürden wie auch in der 4-mal-400-Meter-Staffel Gold.

## Persönliche Bestzeiten
- 400 m: 45,47 s, 2. September 2012, Padua
- 400 m Hürden: 47,93 s, 13. August 2013, Moskau (kubanischer Rekord)